# 巴黎理工学院
巴黎理工学院（法語：Institut polytechnique de Paris），简称巴黎理工（IP Paris），是一所小型公立高等教育和研究机构。其在校学生8000名，包括博士生950名，以及教职1000名。它起源于 1741年成立的国立高等先进技术学院，后于2019年5月首次重组，汇聚了巴黎地区最富盛名的6所工程师学院：巴黎综合理工学院、国立路桥学院、国立高等先进技术学院、国立统计与经济管理学院、巴黎高等电信学院、南巴黎电信学院。
得益于五所创始学院的积淀，巴黎理工学院已经汇集了30多个大型研究实验室以及跨学科创新中心，被定位为法国乃至全球领先的科学技术学院。学院提供最前沿的研究以及培训计划，研究围绕5个优先领域进行：能源与气候变化、安全、数字、技术与健康。
巴黎理工学院位列2023年QS世界大学排名第48位; 2023年QS工程与技术领域排名全球第21位。

## 历史
学校由原巴黎-萨克雷大学中的五所学校重组而成。2024年7月国立路桥学院正式加入。这个计划最早在2017年10月总统马克龙提出。

## 成员学校
- 巴黎综合理工学院
- 国立路桥学院
- 巴黎国立高等先进技术学校
- 巴黎国立统计经济管理学校
- 巴黎高等电信学校
- 南巴黎电信学校